# 스모키 제이
스모키 제이 (Smokie J, 본명: 이정석, 는 대한민국의 힙합 프로듀서이다. 1996년 Butthead의 멤버로 데뷔, 2002년 컴필레이션 The Konexion을 프로듀싱하면서 주목을 받기 시작하였다. 현재 Yucka Squad의 메인 작곡가이며, 양동근의 프로듀서로 더욱 잘 알려져있다.

## 바이오그래피
10대 때까지는 락을 좋아했던 Smokie J는 우연히 친구를 통해 Wu-Tang Clan을 접하면서 힙합에 관심을 가지게 되었다. 90년대 초, 친분 있는 형의 소개로 지구 레코드에 엔지니어로 들어간 그는, 그가 만든 데모테입이 회사 관계자의 눈에 띄면서 본격적으로 음악 활동을 할 것을 제안 받았다. 그러나 음악적으로 홀로서기를 원했던 그는 지구 레코드에서 나오게 되고, 이후 어떤 기회로 힙합 락 그룹 Butthead의 멤버로 영입되게 되었다. 여기서 그는 "이제이"라는 이름으로 Butthead의 전곡을 작곡하였으며, 랩과 베이스 기타도 맡았다. Butthead는 야야아야이 등의 곡으로 좋은 인기를 얻으며 활동하였으나 그는 개인적인 사정으로 그는 그룹 활동을 오래 하지 못하고 부모님이 계신 미국으로 돌아가게 되고 한동안 그곳에 머무르게 되었다.
2000년 다시 귀국한 그는 음악 쪽으로 활동을 재개하였으며, 특히 당시 래퍼로써의 본격 데뷔를 준비 중이던 양동근의 1집을 프로듀싱하게 되었다. 1집 발매 직후 그는 여러 래퍼들을 모아 참여시킨 자신의 1집 The Konexion을 발표했고, 이를 통해 힙합씬에서 본격적으로 주목을 받기 시작하였다. 이는 그의 명성에도 보탬이 되어, 품행제로 OST 및 수많은 가수들의 앨범에 곡을 써주게 되었다. 또, 양동근과 Konexion 활동으로 친분을 맺은 뮤지션들끼리 Yucka Squad 크루를 결성하기도 하였다.
그의 다음 앨범 The Konexion 2는 2년 간의 준비 끝에 2009년에 나왔으며, 이렇게 오랜 공백 끝에 앨범을 낸 데에 대해 그는 간단하게 "특별한 이유는 없고 그냥 이제서야 제 앨범을 하고 싶다는 욕심이 생겨서"라고 얘기하였다. 이 앨범에는 Movement, Buda Sound 외에도 언더에서 메인스트림까지 수많은 래퍼들이 참여하여 The Konexion보다 더 화려한 피쳐링진을 자랑하였으며, 타이틀곡은 Juvie Train, Bizzy, Double K, Dok2가 참여한 Players였다. 이 앨범은 호평을 받았으며, 당시 Smokie J는 앞으로 2년에 한 번 쯤은 이러한 앨범을 낼 계획이라 밝혔으나, 현재까지는 이 앨범이 그의 마지막 프로젝트 앨범이다.
이후로도 그는 양동근과 Bizzy의 앨범에 계속 참여하였으며, 2012년 봄에는 결혼식을 올렸다. 당시 양동근이 축가로 Just the Two of Us를 번안하여 부른 것이 디지털 싱글로 발표되면서 화제가 되기도 하였다.
대표곡: I Got Dat!, Players

## 디스코그래피
- 2002년 Smokie J Presents: The Konexion
- 2009년 Smokie J Presents: The Konexion 2

## 이름
- Smokie J는 그가 좋아하는 락 그룹 Smokie와 그의 이름 이니셜을 합친 것이다.[3]
- 이제이는 그가 처음 Butthead에서 활동할 시 사용한 이름으로, 본명에서 따온 것으로 추측된다.